# Az Isten belájkolt epizódjainak listája
Ez a lista a Isten belájkolt című amerikai tévésorozat epizódjainak felsorolását tartalmazza.

## Évados áttekintés
| Évad | Évad | Részek száma | Részek száma | Eredeti sugárzás     | Eredeti sugárzás  | Eredeti adó | Magyar sugárzás   | Magyar sugárzás     | Magyar adó |
| Évad | Évad | Részek száma | Részek száma | Évadbemutató         | Évadzáró          | Eredeti adó | Évadbemutató      | Évadzáró            | Magyar adó |
| ---- | ---- | ------------ | ------------ | -------------------- | ----------------- | ----------- | ----------------- | ------------------- | ---------- |
|      | 1.   | 20           | 20           | 2018. szeptember 30. | 2019. április 14. | CBS         | 2019. június 14.  | 2019. augusztus 16. | RTL Klub   |
|      | 2.   | 22           | 22           | 2019. szeptember 29. | 2020. április 26. | CBS         | 2022. február 26. | 2022. május 7.      | Cool TV    |

## Epizódok

### Első évad (2018-2019)
| Sor. | Év. | Cím                                                         | Rendező          | Író                              | Premier                               | Nézettség    |
| --- | --- | ----------------------------------------------------------- | ---------------- | -------------------------------- | ------------------------------------- | ------------ |
| 1. | 1.  | Találkozások (Pilot)                                        | Marcos Siega     | Steven Lilien és Bryan Wynbrandt | 2018. szeptember 30. 2019. június 14. | 10,14 millió |
| Miles megrögzött ateista, apja lelkész. Miles podcastjában folyamatosan tagadja Isten létezését, ám egy napon egy „Isten” profil ismerősnek jelöli a Facebookon. Eleinte azt hiszi, ez valami tréfa, és többször elutasítja. Ám „Isten” nem tágít, míg végül Miles elfogadja a jelölést. Isten ismerősöket kezd ajánlani neki. Elsőre egy férfit, aki egy perc múlva nekimegy az utcán, és akit Miles önkéntelenül követni kezd és a földalattinál megment az öngyilkosságtól. Majd ismerősnek ajánlja Cara Bloom újságírót. Miles felkeresi, és megpróbálnak együtt utánajárni a rejtélyes „Isten” profil tulajdonosának. |     |                                                             |                  |                                  |                                       |              |
| 2. | 2.  | A jó szamaritánus (The Good Samaritan)                      | Marcos Siega     | Steven Lilien és Bryan Wynbrandt | 2018. október 7. 2019. június 14.     | 8,37 millió  |
| Rakesh (Miles munkatársa és barátja), Cara és Miles tovább nyomoz az Isten profil ügyében. Cara megkeresi édesanyját, aki hétéves korában elhagyta őt. Isten ismerősnek ajánlja Katie-t, aki pincérnőként dolgozik és egyedülálló anya. Miles elmegy Katie munkahelyére, ahol a nőt a goromba főnöke kirúgja. Katie autista kisfiát neveli, és amíg a nő állásinterjúra megy, kisfia egy hangszerboltban köt ki, ahol Miles zongorázik neki. A kisfiú minden erőlködés nélkül másnap egy anyja által régóta énekelt dalt ad elő egy zongorán.                                                                              |     |                                                             |                  |                                  |                                       |              |
| 3. | 3.  | A zsebtolvaj (Heavenly Taco Truck)                          | Kenneth Fink     | Robert Hull                      | 2018. október 14. 2019. június 21.    | 7,90 millió  |
| Amikor Miles elmegy egy utcai taco árushoz Rakesh és Cara társaságában, egy gyerek ellopja Miles pénztárcáját. Miután Isten egyértelműen jelezte, hogy kedveli ezt a taco árust, úgy gondolják, hogy fontos megtalálni a fiút. Isten egy magánnyomozót ajánl barátnak, akit felfogadnak a zsebtolvaj felkutatására. Később kiderül, hogy a magánnyomozó felesége a zsebtolvaj nevelője volt. |     |                                                             |                  |                                  |                                       |              |
| 4. | 4.  | Ikercsillag (Error Code 1.61)                               | Marcos Siega     | Allison Moore                    | 2018. október 21. 2019. június 21.    | 8,86 millió  |
| Miles és Cara egy planetáriumban megtalálja Flisst, akit Isten legutóbb ismerősnek ajánlott. Fliss azért jött a városba, hogy megkeresse tinikori szerelmét, mert esélyt akar adni a sorsnak, hátha ő lenne a Nagy Ő az életében. Rakesh úgy véli, egy csillagászati bemutatónak köze lehet az Isten profilhoz. Úgy tűnik, Fliss szerelme tartja az előadást, aki egy új csillagot keres éppen, és végül meg is találja, és mivel két csillagról van szó, Flissről és magáról nevezi el. |     |                                                             |                  |                                  |                                       |              |
| 5. | 5.  | Barátság törölve (Unfriended)                               | Erin Feeley      | Safia M. Dirie                   | 2018. október 28. 2019. június 28.    | 6,94 millió  |
| Isten törli Miles-t az ismerősei közül, miután Miles nem törődik az utolsó ismerős ajánlással. Egy fiatal lánynak kellene segíteni, aki nem tud megbirkózni nővére halálával, mert az autóban összevesztek a baleset előtt. Miles és Cara kiderítik, hogy mi történt a balesetben. Arthurnak rosszul esik, hogy fia nem tőle, hanem a bácsikájától kér tanácsot. |     |                                                             |                  |                                  |                                       |              |
| 6. | 6.  | Rómeó és Júlia (A House Divided)                            | Louis Milito     | Robert Hill                      | 2018. november 4. 2019. június 28.    | 7,40 millió  |
| Miles elmegy egy marketing kurzusra, hogy növelni tudja podcastja népszerűségét. Isten ismerősnek ajánl egy taxisofőrt. Az afgán bevándorlót telefonon keresi a felesége, miközben Miles-ékat furikázza. Miles-ék kiderítik, hogy mi áll a családi gondok hátterében: a taxisofőr lánya beleszeretett egy zsidó fiúba, de a muszlim apa hallani sem akar muszlim-zsidó vegyes házasságról. |     |                                                             |                  |                                  |                                       |              |
| 7. | 7.  | A tékozló fiú (The Prodigal Son)                            | Marcos Siega     | Carmen Pilar Golden              | 2018. november 11. 2019. július 5.    | 7,87 millió  |
| Arthurnak mindig rosszul esett, amikor azt látta, hogy Miles inkább Terrence bácsikáját tekinti példaképének, és nem őt. Ezúttal Isten pont Terrence bácsit ajánlja ismerősnek. Miles ebből arra következtet, hogy bácsikája bajban van. Valóban, időközben csődbe ment, a felesége el akar válni, ráadásul a templom pénzét elsikkasztva próbálja egyenesbe hozni a vállalkozását. |     |                                                             |                  |                                  |                                       |              |
| 8. | 8.  | Az örökség (Matthew 621)                                    | Holly Dale       | Jessica Granger                  | 2018. november 18. 2019. július 5.    | 7,51 millió  |
| Az Isten profil egy olyan embert ajánl ismerősnek, aki fél éve meghalt. Miles ebből arra következtet, hogy a múltjában kell keresni a megoldást. Megtalálja a halott ügyvéd nevelt fiát, aki hallani sem akar az apjáról. Miles randira hívja Niát, Ali noszogatja apját, hogy újra szaxofonozzon. Cara úgy dönt, esélyt ad ex-barátjának, Eli-nak. |     |                                                             |                  |                                  |                                       |              |
| 9. | 9.  | Nyom nélkül (King's Gambit)                                 | Tricia Brock     | Richard Lowe                     | 2018. december 9. 2019. július 12.    | 8,09 millió  |
| Miles-nak az Isten profil egy sakkozót ajánl, aki eltűnt, miután 10 évvel korábban kikapott örök ellenfelétől. Kiderül, hogy a sakk-bajnokot régi ismerősük, Ray Nicolette is keresi. A magánnyomozót az eltűnt sakkozó tehetség egykori riválisa fogadta fel, mert halálos ágyán tartozik egy vallomással egykori ellenfelének. |     |                                                             |                  |                                  |                                       |              |
| 10. | 10. | Fájó emlékek (Coney Island Cyclone)                         | Marcos Siega     | Robert Hull                      | 2018. december 9. 2019. július 12.    | 7,51 millió  |
| Miles éppen jelen van, amikor egy tinit bolti kopáson kapnak. Kifizeti a lány helyett a parfümöt, hogy ne legyen ügy belőle. Az Isten profil egy olyan embert ajánl ismerősnek, aki Arthur hitközségének tagja. Amikor felkeresi, kiderül, hogy a bolti tolvaj az ő lánya. Felesége halála után minden holmiját az egyháznak adományozta, köztük felesége parfümös üvegét, mert arra készül, hogy más városba költözik a lányával. A lánya mindezt ellenzi, mivel nem akarja elfelejteni az anyját. |     |                                                             |                  |                                  |                                       |              |
| 11. | 11. | 17 éve (17 Years)                                           | Tamra Davis      | Steven Lilien és Bryan Wynbrandt | 2018. december 16. 2019. július 19.   | 8,53 millió  |
| Az Isten profil új ismerőst ajánl Miles-nak: azt a férfit, aki 17 éve ittasan vezetett, karambolozott a kocsijukkal, amiben Miles anyja belehalt sérüléseibe. Miles nem hajlandó eleinte találkozni vele, de Rakesh és Cara segítségével mégis szembenéz élete legrosszabb pillanatával, hogy utána tovább tudjon lépni. Rakesh és Miles egy bizonyos Falken nevű hackert gyanít az Isten profil hátterében. |     |                                                             |                  |                                  |                                       |              |
| 12. | 12. | Családi kötelékek (Ready Player Two)                        | Darren Grant     | Sztori : Devanshi Patel          | 2019. január 6. 2019. július 19.      | 7,16 millió  |
| Miles apjához fordul segítségért, amikor kiderül, hogy legújabb ajánlott ismerősét örökbe fogadták, és csecsemőként az apja templomában hagyták. Kiderül, hogy szülei már nem élnek, de a testvére igen. Színre lép Pria, aki információkat ad a titokzatos Falken nevű hackerről. |     |                                                             |                  |                                  |                                       |              |
| 13. | 13. | Csoda a 123. utcában (Miracle on 123rd Street)              | Marcos Siega     | Andre Edmonds                    | 2019. január 13. 2019. július 26.     | 8,25 millió  |
| Miles megdöbben, amikor az Isten profil egyszerre 76 ismerőst ajánl neki. Hamar kiderítik, hogy a 76 ember ugyanabban a házban lakik. Cara és Miles albérletet kereső párnak adják ki magukat, hogy kiderítsék, mi történik a házban. Épp lakógyűlést tartanak, ahol a tulajdonos bejelenti, hogy a a házat eladják, és az új tulajdonos feltehetően lebontja. Cara és Miles dolgoznak a ház megmentésén. |     |                                                             |                  |                                  |                                       |              |
| 14. | 14. | Szép remények (The Trouble with the Curve)                  | Victor Nelli Jr. | Safia M. Dirie                   | 2019. február 17. 2019. július 26.    | 7,19 millió  |
| Miles megismerkedik egy fiatal baseball játékossal, aki ígéretes tehetség, és Miles egykori csapattársa, Cal az edzője. Miles úgy érzi, Cal olyan irányba akarja terelni a fiút, hogy ő is jól járjon. Arthurt bosszantja, hogy az egyházmegye egy segédpapot küld a nyakára. |     |                                                             |                  |                                  |                                       |              |
| 15. | 15. | Elveszett emlékek (Two Guys, a Girl, and a Thai Food Place) | Marcos Siega     | Jessica Ball                     | 2019. március 3. 2019. augusztus 2.   | 6,86 millió  |
| Miles és Cara próbálnak segíteni egy lánynak, aki az esküvője előtt egy nappal kómába esett, és azóta nem emlékszik semmire az azt megelőző éjszakáról. Rakesh találkozik Simon Hayes-szel, a cég új tulajdonosával, akiről gyanítják, hogy köze lehet az Isten profilhoz, és Rakesh attól tart, hogy ki fogja rúgni. Arthur és az újonnan érkezett segédpap kapcsolata döcögősen indul. |     |                                                             |                  |                                  |                                       |              |
| 16. | 16. | Olasz konyha a javából (Scenes From an Italian Restaurant)  | Joe Morton       | Carmen Pilar Golden              | 2019. március 10. 2019. augusztus 2.  | 6,63 millió  |
| Miles és Cara egy fiatal séfnek próbál segíteni, hogy megnyithassa élete álom éttermét, ám valaki technikai akadályokat gördít az útjába. Ali és Miles attól tartanak, az új segédpap ki akarja túrni apjukat a templomból, és kérdőre vonják. Rakesh egyre közelebb kerül Simon Hayes-hez, és próbálja kideríteni, mi köze lehet az Isten profilhoz. |     |                                                             |                  |                                  |                                       |              |
| 17. | 17. | A kis sárkányölő (The Dragon Slayer)                        | Geoff Shotz      | Lara Azzopardi                   | 2019. március 17. 2019. augusztus 9.  | 7,73 millió  |
| Miles visszautasíthatatlan ajánlatot kap, csatlakozhat egy podcast hálózathoz, amely kizárólagos jogokat kínál az Isten profil titkainak feltárásához. Cara nehéz választás elé kerül, ha elfogadja a felkínált állást, azzal keresztbe tehet Miles nagy lehetőségének. |     |                                                             |                  |                                  |                                       |              |
| 18. | 18. | Vissza a feladónak (Return to Sender)                       | Joe Morton       | Lydia Teffera és Sam Lifshutz    | 2019. március 24. 2019. augusztus 9.  | 7,53 millió  |
| Egy csomag tévesen jelenik meg Miles küszöbén. A csomag valódi címzettje után kutatva megismerkednek azokkal a szülőkkel, akik a lányuk elvesztését gyászolják. Miles, Cara és Rakesh újra találkoznak John Dove-val. Rakesh felfedezi a kapcsolatot Dove és Simon Hayes között. |     |                                                             |                  |                                  |                                       |              |
| 19. | 19. | A damaszkuszi út (The Road To Damascus)                     | Kyra Sedgwick    | Robert Hull                      | 2019. március 31. 2019. augusztus 16. | 8,16 millió  |
| Arthurnak kétségei támadnak a hivatásával kapcsolatosan, amikor kiderül, hogy nem választották meg püspöknek. Simon Hayes elbocsátja Rakesh-t, mivel információkat szolgáltatott Carának. Miles podcastja is veszélybe kerül, amikor elmondja, hogy Cara meg akarja írni a sztorit. Milest az Isten profil egy elhagyatott táborba irányítja, ahol kiderül, hogy a tábor bezárása előtt a megáradt folyóba fulladt egy kislány, aki nem más, mint Henry Chase húga. |     |                                                             |                  |                                  |                                       |              |
| 20. | 20. | Lesz, ami lesz (Que Sera Sera)                              | Gregory Smith    | Steven Lilien és Bryan Wynbrandt | 2019. április 14. 2019. augusztus 16. | 6,92 millió  |
| Az Isten profil Simon Hayes-t ajánlja ismerősnek. Miles meggyőződése, hogy össze kell hozniuk a régi csapatot: Priát, Henryt és Simont. Henry nem hiszi el, hogy Simon ingyen akarta a világ elé tárni természeti katasztrófákat előrejelző programját, de meggyőzi, amikor megtudja, hogy egy kislányt sikerült kimenteni egy áradó folyóból, Simon katasztrófákat - például egy folyó hirtelen áradását - előrejelző programjának köszönhetően. |     |                                                             |                  |                                  |                                       |              |

### Második évad (2019-2020)
| Sor. | Év. | Cím                                            | Rendező                     | Író                              | Premier                                | Nézettség   |
| ---- | --- | ---------------------------------------------- | --------------------------- | -------------------------------- | -------------------------------------- | ----------- |
| 21.  | 1.  | Új utakon (Joy)                                | Victor Nelli Jr.            | Steven Lilien és Bryan Wynbrandt | 2019. szeptember 29. 2022. február 26. | 7,13 millió |
| 22.  | 2.  | Aki nem tudja, tanítja (The Lady)              | Darren Grant                | Robert Hull                      | 2019. október 6. 2022. február 26.     | 6,41 millió |
| 23.  | 3.  | Párizsi randevú (From Paris with Love)         | Marcos Siega                | Safia M. Dirie                   | 2019. október 13. 2022. március 5.     | 6,89 millió |
| 24.  | 4.  | Visszaköszön a múlt (All Those Yesterdays)     | Kellie Cyrus                | Matt Ward                        | 2019. október 20. 2022. március 5.     | 6,26 millió |
| 25.  | 5.  | A cél szentesíti az eszközt (The Greater Good) | Marcos Siega                | Logan Slakter                    | 2019. október 27. 2022. március 12.    | 6,21 millió |
| 26.  | 6.  | A harcos (The Fighter)                         | Rich Newey                  | Kristi Korzec                    | 2019. november 3. 2022. március 12.    | 6,49 millió |
| 27.  | 7.  | Karma (Instant Karma)                          | Marcos Siega                | Steve Harper                     | 2019. november 10. 2022. március 19.   | 6,10 millió |
| 28.  | 8.  | Az előd (The Last Grenelle)                    | Lionel Coleman              | Carmen Pilar Golden              | 2019. november 17. 2022. március 19.   | 7,15 millió |
| 29.  | 9.  | Dilemma (Prophet & Loss)                       | Barbara Brown               | Robert Hull                      | 2019. november 24. 2022. március 26.   | 5,86 millió |
| 30.  | 10. | Válaszút (High Anxiety)                        | Charissa Sanjarernsuithikul | Steven Lilien és Bryan Wynbrandt | 2019. december 8. 2022. március 26.    | 6,81 millió |
| 31.  | 11. | Családegyesítés (A New Hope)                   | Marcos Siega                | Safia M. Dirie                   | 2020. január 5. 2022. április 2.       | 5,38 millió |
| 32.  | 12. | A látszat csal (BFF)                           | Annabelle Frost             | Steven Lilien & Bryan Wynbrandt  | 2020. január 12. 2022. április 2.      | 6,19 millió |
| 33.  | 13. | A kis hacker (The Princess and the Hacker)     | Marcos Siega                | Kristi Korzec                    | 2020. február 16. 2022. április 9.     | 5,42 millió |
| 34.  | 14. | Lelki társak (Raspberry Pie)                   | Joe Morton                  | Logan Slakter                    | 2020. február 23. 2022. április 9.     | 5,95 millió |
| 35.  | 15. | A bakancslista (The Last Little Thing)         | Marcos Siega                | Robert Hull                      | 2020. március 1. 2022. április 16.     | 6,01 millió |
| 36.  | 16. | A példakép (The Atheist Papers)                | Erin Richards               | Jessica Granger                  | 2020. március 8. 2022. április 16.     | 5,90 millió |
| 37.  | 17. | Egy mozi végnapjai (Harlem Cinema House)       | Marcos Siega                | Pilar Golden & Steve Harper      | 2020. március 15. 2022. április 23.    | 5,97 millió |
| 38.  | 18. | Csak a zene (Almost Famous)                    | Gregory Smith               | Joe Webb & Brian Ford Sullivan   | 2020. március 29. 2022. április 23.    | 6,24 millió |
| 39.  | 19. | A szökevény (The Fugitive)                     | Bola Ogun                   | Richard Lowe                     | 2020. április 12. 2022. április 30.    | 5,69 millió |
| 40.  | 20. | Járulékos veszteség (Collateral Damage)        | Darren Grant                | Lydia Teffera & Sam Lifshutz     | 2020. április 19. 2022. április 30.    | 5,94 millió |
| 41.  | 21. | Csodák márpedig vannak (Miracles)              | Victor Nelli Jr.            | Robert Hull                      | 2020. április 26. 2022. május 7.       | 6,31 millió |
| 42.  | 22. | Minden jó, ha jó a vége (The Mountain)         | Bryan Wynbrandt             | Steven Lilien                    | 2020. április 26. 2022. május 7.       | 6,10 millió |